# Liste des médaillés aux Jeux olympiques d'été de 1996
Cet article liste les athlètes ayant remporté une médaille aux Jeux olympiques d'été de 1996 à Atlanta aux États-Unis du 19 juillet au 4 août 1996.

## Athlétisme
| Épreuves          | Or                                                                                             | Argent                                                                              | Bronze                                                                                               |
| ----------------- | ---------------------------------------------------------------------------------------------- | ----------------------------------------------------------------------------------- | --- |
| Hommes            |                                                                                                |                                                                                     | |
| 100 m             | Donovan Bailey (CAN)                                                                           | Frank Fredericks (NAM)                                                              | Ato Boldon (TRI)                                                                                     |
| 200 m             | Michael Johnson (USA)                                                                          | Frank Fredericks (NAM)                                                              | Ato Boldon (TRI)                                                                                     |
| 400 m             | Michael Johnson (USA)                                                                          | Roger Black (GBR)                                                                   | Davis Kamoga (UGA)                                                                                   |
| 800 m             | Vebjørn Rodal (NOR)                                                                            | Hezekiél Sepeng (RSA)                                                               | Fred Onyancha (KEN)                                                                                  |
| 1 500 m           | Noureddine Morceli (ALG)                                                                       | Fermín Cacho (ESP)                                                                  | Stephen Kipkorir (KEN)                                                                               |
| 5 000 m           | Vénuste Niyongabo (BDI)                                                                        | Paul Bitok (KEN)                                                                    | Khalid Boulami (MAR)                                                                                 |
| 10 000 m          | Haile Gebrselassie (ETH)                                                                       | Paul Tergat (KEN)                                                                   | Salah Hissou (MAR)                                                                                   |
| Marathon          | Josia Thugwane (RSA)                                                                           | Lee Bong-ju (KOR)                                                                   | Erick Wainaina (KEN)                                                                                 |
| 110 m haies       | Allen Johnson (USA)                                                                            | Mark Crear (USA)                                                                    | Florian Schwarthoff (GER)                                                                            |
| 400 m haies       | Derrick Adkins (USA)                                                                           | Samuel Matete (ZAM)                                                                 | Calvin Davis (USA)                                                                                   |
| 3 000 m steeple   | Joseph Keter (KEN)                                                                             | Moses Kiptanui (KEN)                                                                | Alessandro Lambruschini (ITA)                                                                        |
| Relais 4 × 100 m  | Canada Donovan Bailey Carlton Chambers Robert Esmie Glenroy Gilbert Bruny Surin                | États-Unis Jon Drummond Tim Harden Michael Marsh Dennis Mitchell Tim Montgomery     | Brésil André Domingos Arnaldo da Silva Robson da Silva Édson Ribeiro                                 |
| Relais 4 × 400 m  | États-Unis Alvin Harrison Anthuan Maybank Derek Mills Jason Rouser Mark Richardson Iwan Thomas | Grande-Bretagne Jamie Baulch Roger Black Mark Hylton Du'aine Ladejo Bruny Surin     | Jamaïque Dennis Blake Davian Clarke Gregory Haughton Roxbert Martin Michael McDonald Garth Robinson  |
| 20 km marche      | Jefferson Pérez (ECU)                                                                          | Ilya Markov (RUS)                                                                   | Bernardo Segura (MEX)                                                                                |
| 50 km marche      | Robert Korzeniowski (POL)                                                                      | Mikhail Shchennikov (RUS)                                                           | Valentí Massana (ESP)                                                                                |
| Saut en longueur  | Carl Lewis (USA)                                                                               | James Beckford (JAM)                                                                | Joe Greene (USA)                                                                                     |
| Saut en hauteur   | Charles Austin (USA)                                                                           | Artur Partyka (POL)                                                                 | Steve Smith (GBR)                                                                                    |
| Saut à la perche  | Jean Galfione (FRA)                                                                            | Igor Trandenkov (RUS)                                                               | Andrei Tivontschik (GER)                                                                             |
| Triple saut       | Kenny Harrison (USA)                                                                           | Jonathan Edwards (GBR)                                                              | Yoelbi Quesada (CUB)                                                                                 |
| Lancer du poids   | Randy Barnes (USA)                                                                             | John Godina (USA)                                                                   | Oleksandr Bahach (UKR)                                                                               |
| Lancer du disque  | Lars Riedel (GER)                                                                              | Uladzimir Dubroushchyk (BLR)                                                        | Vasiliy Kaptyukh (BLR)                                                                               |
| Lancer du marteau | Balasz Kiss (HUN)                                                                              | Lance Deal (USA)                                                                    | Oleksandr Krykun (UKR)                                                                               |
| Lancer du javelot | Jan Železný (CZE)                                                                              | Steve Backley (GBR)                                                                 | Seppo Räty (FIN)                                                                                     |
| Décathlon         | Dan O'Brien (USA)                                                                              | Frank Busemann (GER)                                                                | Tomáš Dvořák (CZE)                                                                                   |
| Femmes            |                                                                                                |                                                                                     | |
| 100 m             | Gail Devers (USA)                                                                              | Merlene Ottey (JAM)                                                                 | Gwen Torrence (USA)                                                                                  |
| 200 m             | Marie-José Pérec (FRA)                                                                         | Merlene Ottey (JAM)                                                                 | Mary Onyali (NGR)                                                                                    |
| 400 m             | Marie-José Pérec (FRA)                                                                         | Cathy Freeman (AUS)                                                                 | Falilat Ogunkoya (NGR)                                                                               |
| 800 m             | Svetlana Masterkova (RUS)                                                                      | Ana Fidelia Quirot (CUB)                                                            | Maria Mutola (MOZ)                                                                                   |
| 1 500 m           | Svetlana Masterkova (RUS)                                                                      | Gabriela Szabó (ROU)                                                                | Theresia Kiesl (AUT)                                                                                 |
| 5 000 m           | Wang Junxia (CHN)                                                                              | Pauline Konga (KEN)                                                                 | Roberta Brunet (ITA)                                                                                 |
| 10 000 m          | Fernanda Ribeiro (POR)                                                                         | Wang Junxia (CHN)                                                                   | Gete Wami (ETH)                                                                                      |
| Marathon          | Fatuma Roba (ETH)                                                                              | Valentina Yegorova (RUS)                                                            | Yūko Arimori (JPN)                                                                                   |
| 100 m haies       | Ludmila Engquist (SWE)                                                                         | Brigita Bukovec (SLO)                                                               | Patricia Girard (FRA)                                                                                |
| 400 m haies       | Deon Hemmings (JAM)                                                                            | Kim Batten (USA)                                                                    | Tonja Buford-Bailey (USA)                                                                            |
| Relais 4 × 100 m  | États-Unis Gail Devers Chryste Gaines Carlette Guidry Inger Miller Gwen Torrence               | Bahamas Eldece Clarke Pauline Davis Debbie Ferguson Sevatheda Fynes Chandra Sturrup | Jamaïque Juliet Cuthbert Michelle Freeman Andria Lloyd Nicole Mitchell Merlene Ottey Gillian Russell |
| Relais 4 × 400 m  | États-Unis Kim Graham Maicel Malone Jearl Miles Rochelle Stevens Linetta Wilson                | Nigeria Olabisi Afolabi Falilat Ogunkoya Charity Opara Fatima Yusuf                 | Allemagne Grit Breuer Linda Kisabaka Uta Rohländer Anja Rücker                                       |
| 10 km marche      | Yelena Nikolayeva (RUS)                                                                        | Elisabetta Perrone (ITA)                                                            | Wang Yan (CHN)                                                                                       |
| Saut en longueur  | Chioma Ajunwa (NGR)                                                                            | Fiona May (ITA)                                                                     | Jackie Joyner-Kersee (USA)                                                                           |
| Saut en hauteur   | Stefka Kostadinova (BUL)                                                                       | Níki Bakoyiánni (GRE)                                                               | Inha Babakova (UKR)                                                                                  |
| Triple saut       | Inessa Kravets (UKR)                                                                           | Inna Lasovskaya (RUS)                                                               | Šárka Kašpárková (CZE)                                                                               |
| Lancer du poids   | Astrid Kumbernuss (GER)                                                                        | Sui Xinmei (CHN)                                                                    | Irina Khudoroshkina (RUS)                                                                            |
| Lancer du disque  | Ilke Wyludda (GER)                                                                             | Natalya Sadova (RUS)                                                                | Elina Zverava (BLR)                                                                                  |
| Lancer du javelot | Heli Rantanen (FIN)                                                                            | Louise McPaul (AUS)                                                                 | Trine Hattestad (NOR)                                                                                |
| Heptathlon        | Ghada Shouaa (SYR)                                                                             | Natallia Sazanovich (BLR)                                                           | Denise Lewis (GBR)                                                                                   |

## Aviron
| Épreuves                         | Or | Argent | Bronze |
| -------------------------------- | --- | --- | --- |
| Hommes                           | | | |
| Skiff                            | Xeno Müller (SUI) | Derek Porter (CAN) | Thomas Lange (GER) |
| Deux de couple                   | Italie Agostino Abbagnale Davide Tizzano | Norvège Steffen Størseth Kjetil Undset | France Samuel Barathay Frédéric Kowal |
| Deux de couple poids légers      | Suisse Markus Gier Michael Gier | Pays-Bas Pepijn Aardewijn Maarten Van Der Linden | Australie Anthony Edwards Bruce Hick |
| Quatre de couple                 | Allemagne Andreas Hajek André Steiner Stephan Volkert André Willms                                                                                   | États-Unis Jason Gailes Brian Jamieson Eric Mueller Tim Young                                                                                          | Australie Duncan Free Janusz Hooker Boden Joseph Hanson Ronald Snook |
| Deux sans barreur                | Grande-Bretagne Matthew Pinsent Steve Redgrave | Australie Robert Scott David Weightman | France Michel Andrieux Jean-Christophe Rolland |
| Quatre sans barreur              | Australie Drew Ginn Nicholas Green Mike McKay James Tomkins                                                                                          | France Gilles Bosquet Daniel Fauché Olivier Moncelet Bertrand Vecten                                                                                   | Grande-Bretagne Tim Foster Rupert Obholzer Greg Searle Jonny Searle |
| Quatre sans barreur poids légers | Danemark Eskild Ebbesen Victor Feddersen Niels Henriksen Thomas Poulsen                                                                              | Canada Dave Boyes Gavin Hassett Jeffrey Lay Brian Peaker                                                                                               | États-Unis William Carlucci David Collins Jeff Pfaendtner Marc Schneider                                                                                                  |
| Huit                             | Pays-Bas Michiel Bartman Jeroen Duyster Ronald Florijn Koos Maasdijk Nico Rienks Diederik Simon Niels van der Zwan Niels van Steenis Henk-Jan Zwolle | Allemagne Roland Baar Wolfram Huhn Detlef Kirchhoff Mark Kleinschmidt Frank Joerg Richter Thorsten Streppelhoff Peter Thiede Ulrich Viefers Marc Weber | Russie Nikolay Aksyonov Anton Chermashentsev Andrey Glukhov Aleksandr Lukyanov Sergeij Matveyev Pavel Melnikov Roman Monchenko Dmitriy Rozinkevich Vladimir Volodenkov    |
| Femmes                           | | | |
| Skiff                            | Ekaterina Karsten (BLR) | Silken Laumann (CAN) | Trine Hansen (DEN) |
| Deux de couple                   | Canada Kathleen Heddle Marnie McBean | Chine Cao Mianying Zhang Xiuyun | Pays-Bas Irene Eijs Eeke van Nes |
| Deux de couple poids légers      | Roumanie Constanța Burcică Camelia Macoviciuc | États-Unis Lindsay Burns Teresa Z. Bell | Australie Rebecca Joyce Virginia Lee |
| Quatre de couple                 | Allemagne Kathrin Boron Kerstin Köppen Katrin Rutschow-Stomporowski Jana Sorgers                                                                     | Ukraine Inna Frolova Svitlana Maziy Diana Miftakhutdinova Olena Ronzhyna                                                                               | Canada Laryssa Biesenthal Kathleen Heddle Marnie McBean Diane O'Grady |
| Deux sans barreur                | Australie Kate Slatter Megan Still | États-Unis Karen Kraft Missy Schwen | France Hélène Cortin Christine Gossé |
| Huit                             | Roumanie Veronica Cochelea Liliana Gafencu Elena Georgescu Doina Ignat Elisabeta Lipă Ioana Olteanu Marioara Popescu Doina Spircu Anca Tănase        | Canada Alison Korn Theresa Luke Maria Maunder Heather McDermid Jessica Monroe Emma Robinson Lesley Thompson Tosha Tsang Anna Van der Kamp              | Biélorussie Tamara Davydenko Nataliya Lavrinenko Yelena Mikulich Aleksandra Pankina Yaroslava Pavlovich Valentina Skrabatun Natallia Stasiuk Nataliya Volchek Marina Znak |

## Badminton
| Épreuves          | Or                                      | Argent                                  | Bronze                                    |
| ----------------- | --------------------------------------- | --------------------------------------- | ----------------------------------------- |
| Simples messieurs | Poul-Erik Høyer Larsen (DEN)            | Dong Jiong (CHN)                        | Rashid Sidek (MAS)                        |
| Simples dames     | Bang Soo-hyun (KOR)                     | Mia Audina (IDN)                        | Susi Susanti (IDN)                        |
| Doubles messieurs | Indonésie Rexy Mainaky Ricky Subagja    | Malaisie Cheah Soon Kit Yap Kim Hock    | Indonésie Antonius Ariantho Denny Kantono |
| Doubles dames     | Chine Ge Fei Gu Jun                     | Corée du Sud Gil Young-ah Jang Hye-ock  | Chine Qin Yiyuan Tang Yongshu             |
| Doubles mixte     | Corée du Sud Kim Dong-moon Gil Young-ah | Corée du Sud Park Joo-bong Ra Kyung-min | Chine Liu Jianjun Sun Man                 |

## Baseball
| Épreuves         | Or | Argent | Bronze |
| ---------------- | --- | --- | --- |
| Tournoi masculin | Cuba Omar Ajete Miguel Caldés José Contreras José Estrada González Jorge Fumero Alberto Hernández Rey Isaac Vaillant Orestes Kindelán Pedro Luis Lazo Omar Linares Omar Luis Martinez Juan Manrique Garcia Eliecer Montes de Oca Antonio Pacheco Massó Juan Padilla (en) Eduardo Paret Ormari Romero Antonio Scull Luis Ulacia Lázaro Valle Lázaro Vargas | Japon Kosuke Fukudome Tadahito Iguchi Makoto Imaoka Takeo Kawamura Jutaro Kimura Takashi Kurosu Takao Kuwamoto Nobuhiko Matsunaka Koichi Misawa Masahiko Mori Masao Morinaka Daishin Nakamura Masahiro Nojima Hideaki Okubo Hitoshi Ono Yasuyuki Saigo Tomoaki Sato Masanori Sugiura Takayuki Takabayashi Yoshitomo Tani | États-Unis Chad Allen Kris Benson Robert A. Dickey Troy Glaus Chad Green Seth Greisinger Kip Harkrider A. J. Hinch Jacque Jones Billy Koch Mark Kotsay Matthew LeCroy Travis Lee Braden Looper Brian Loyd Warren Morris Augie Ojeda Jim Parque Jeff Weaver Jason Williams |

## Basket-ball
| Épreuves         | Or | Argent | Bronze |
| ---------------- | --- | --- | --- |
| Tournoi masculin | États-Unis Charles Barkley Penny Hardaway Grant Hill Karl Malone Reggie Miller Hakeem Olajuwon Shaquille O'Neal Gary Payton Scottie Pippen Mitch Richmond David Robinson John Stockton | Yougoslavie Miroslav Berić Dejan Bodiroga Predrag Danilović Vlade Divac Aleksandar Đorđević Nikola Lončar Saša Obradović Žarko Paspalj Željko Rebrača Zoran Savić Dejan Tomašević Milenko Topić | Lituanie Gintaras Einikis Andrius Jurkūnas Artūras Karnišovas Rimas Kurtinaitis Darius Lukminas Šarūnas Marčiulionis Tomas Pačėsas Arvydas Sabonis Saulius Štombergas Rytis Vaišvila Eurelijus Žukauskas Mindaugas Žukauskas |
| Tournoi féminin  | États-Unis Jennifer Azzi Ruthie Bolton Teresa Edwards Venus Lacy Lisa Leslie Rebecca Lobo Katrina McClain Nikki McCray Carla McGhee Dawn Staley Katy Steding Sheryl Swoopes            | Brésil Janeth Arcain Maria Angelica Adriana Roseli Gustavo Silvia Luz Hortência Marcari Cláudia Pastor Alessandra Santos Cíntia Silva dos Santos Paula Leila Sobral Marta Sobral                | Australie Carla Boyd Michelle Brogan Sandy Brondello Michelle Chandler Trisha Fallon Robyn Maher Fiona Robinson Shelley Sandie Rachael Sporn Michele Timms Allison Tranquilli Jennifer Whittle                               |

## Boxe
| Épreuves                            | Or                       | Argent                      | Bronze                      |
| ----------------------------------- | ------------------------ | --------------------------- | --------------------------- |
| Poids mi-mouches Moins de 48 kg     | Daniel Petrov (BUL)      | Mansueto Velasco (PHI)      | Oleh Kyryukhin (UKR)        |
| Poids mi-mouches Moins de 48 kg     | Daniel Petrov (BUL)      | Mansueto Velasco (PHI)      | Rafael Lozano (ESP)         |
| Poids mouches Moins de 51 kg        | Maikro Romero (CUB)      | Bulat Jumadilov (KAZ)       | Zoltan Lunka (GER)          |
| Poids mouches Moins de 51 kg        | Maikro Romero (CUB)      | Bulat Jumadilov (KAZ)       | Albert Pakeyev (RUS)        |
| Poids coqs Moins de 54 kg           | István Kovács (HUN)      | Arnaldo Mesa (CUB)          | Vichai Khadpo (THA)         |
| Poids coqs Moins de 54 kg           | István Kovács (HUN)      | Arnaldo Mesa (CUB)          | Raimkul Malakhbekov (RUS)   |
| Poids plumes Moins de 57 kg         | Somluck Kamsing (THA)    | Serafim Todorov (BUL)       | Julio Pablo Chacón (ARG)    |
| Poids plumes Moins de 57 kg         | Somluck Kamsing (THA)    | Serafim Todorov (BUL)       | Floyd Mayweather, Jr. (USA) |
| Poids légers Moins de 60 kg         | Hocine Soltani (ALG)     | Tontcho Tontchev (BUL)      | Terrance Cauthen (USA)      |
| Poids légers Moins de 60 kg         | Hocine Soltani (ALG)     | Tontcho Tontchev (BUL)      | Leonard Doroftei (ROU)      |
| Poids super-légers Moins de 63,5 kg | Héctor Vinent (CUB)      | Oktay Urkal (GER)           | Fathi Missaoui (TUN)        |
| Poids super-légers Moins de 63,5 kg | Héctor Vinent (CUB)      | Oktay Urkal (GER)           | Bolat Niyazymbetov (KAZ)    |
| Poids welters Moins de 67 kg        | Oleg Saitov (RUS)        | Juan Hernández Sierra (CUB) | Daniel Santos (PUR)         |
| Poids welters Moins de 67 kg        | Oleg Saitov (RUS)        | Juan Hernández Sierra (CUB) | Marian Simion (ROU)         |
| Poids super-welters Moins de 71 kg  | David Reid (USA)         | Alfredo Duvergel (CUB)      | Yermakhan Ibraimov (KAZ)    |
| Poids super-welters Moins de 71 kg  | David Reid (USA)         | Alfredo Duvergel (CUB)      | Karim Tulyaganov (UZB)      |
| Poids moyens Moins de 75 kg         | Ariel Hernández (CUB)    | Malik Beyleroğlu (TUR)      | Mohamed Bahari (ALG)        |
| Poids moyens Moins de 75 kg         | Ariel Hernández (CUB)    | Malik Beyleroğlu (TUR)      | Rhoshii Wells (USA)         |
| Poids mi-lourds Moins de 81 kg      | Vassiliy Jirov (KAZ)     | Lee Seung-bae (KOR)         | Antonio Tarver (USA)        |
| Poids mi-lourds Moins de 81 kg      | Vassiliy Jirov (KAZ)     | Lee Seung-bae (KOR)         | Thomas Ulrich (GER)         |
| Poids lourds Moins de 91 kg         | Félix Savón (CUB)        | David Defiagbon (CAN)       | Nate Jones (USA)            |
| Poids lourds Moins de 91 kg         | Félix Savón (CUB)        | David Defiagbon (CAN)       | Luan Krasniqi (GER)         |
| Poids super-lourds Plus de 91 kg    | Wladimir Klitschko (UKR) | Paea Wolfgramm (TGA)        | Duncan Dokiwari (NGR)       |
| Poids super-lourds Plus de 91 kg    | Wladimir Klitschko (UKR) | Paea Wolfgramm (TGA)        | Aleksey Lezin (RUS)         |

## Canoë-kayak

### Course en ligne
| Épreuves   | Or                                                                  | Argent                                                                 | Bronze                                                                   |
| ---------- | ------------------------------------------------------------------- | ---------------------------------------------------------------------- | ------------------------------------------------------------------------ |
| Hommes     |                                                                     |                                                                        |                                                                          |
| C1 500 m   | Martin Doktor (CZE)                                                 | Slavomír Kňazovický (SVK)                                              | Imre Pulai (HUN)                                                         |
| C1 1 000 m | Martin Doktor (CZE)                                                 | Ivans Klementjevs (LAT)                                                | György Zala (HUN)                                                        |
| C2 500 m   | Hongrie Csaba Horváth György Kolonics                               | Moldavie Nicolae Juravschi Viktor Reneysky                             | Roumanie Gheorghe Andriev Grigore Obreja                                 |
| C2 1 000 m | Allemagne Andreas Dittmer Gunar Kirchbach                           | Roumanie Antonel Borsan Marcel Glăvan                                  | Hongrie Csaba Horváth György Kolonics                                    |
| K1 500 m   | Antonio Rossi (ITA)                                                 | Knut Holmann (NOR)                                                     | Piotr Markiewicz (POL)                                                   |
| K1 1 000 m | Knut Holmann (NOR)                                                  | Beniamino Bonomi (ITA)                                                 | Clint Robinson (AUS)                                                     |
| K2 500 m   | Allemagne Kay Bluhm Torsten Gutsche                                 | Italie Beniamino Bonomi Daniele Scarpa                                 | Australie Daniel Collins Andrew Trim                                     |
| K2 1 000 m | Italie Antonio Rossi Daniele Scarpa                                 | Allemagne Kay Bluhm Torsten Gutsche                                    | Bulgarie Andrian Dushev Milko Kazanov                                    |
| K4 1 000 m | Allemagne Detlef Hofmann Thomas Reineck Olaf Winter Mark Zabel      | Hongrie Attila Adrovicz Ferenc Csipes Gábor Horváth András Rajna       | Russie Oleg Gorobiy Anatoli Tishchenko Georgiy Tsybulnikov Sergey Verlin |
| Femmes     |                                                                     |                                                                        |                                                                          |
| K1 500 m   | Rita Kőbán (HUN)                                                    | Caroline Brunet (CAN)                                                  | Josefa Idem (ITA)                                                        |
| K2 500 m   | Suède Agneta Andersson Susanne Gunnarsson                           | Allemagne Birgit Fischer Ramona Portwich                               | Australie Katrin Borchert Anna Maria Wood                                |
| K4 500 m   | Allemagne Birgit Fischer Manuela Mucke Ramona Portwich Anett Schuck | Suisse Daniela Baumer Sabine Eichenberger Ingrid Haralamow Gabi Müller | Suède Agneta Andersson Ingela Ericsson Anna Olsson Susanne Rosenqvist    |

### Slalom
| Épreuves | Or                                   | Argent                                       | Bronze                                  |
| -------- | ------------------------------------ | -------------------------------------------- | --------------------------------------- |
| Hommes   |                                      |                                              |                                         |
| C1       | Michal Martikán (SVK)                | Lukáš Pollert (CZE)                          | Patrice Estanguet (FRA)                 |
| C2       | France Frank Adisson Wilfrid Forgues | République tchèque Jiří Rohan Miroslav Šimek | Allemagne André Ehrenberg Michael Senft |
| K1       | Oliver Fix (GER)                     | Andraž Vehovar (SLO)                         | Thomas Becker (GER)                     |
| Femmes   |                                      |                                              |                                         |
| K1       | Štěpánka Hilgertová (CZE)            | Dana Chladek (USA)                           | Myriam Fox-Jérusalmi (FRA)              |

## Cyclisme

### Route
| Épreuves         | Or                     | Argent               | Bronze                    |
| ---------------- | ---------------------- | -------------------- | ------------------------- |
| Hommes           |                        |                      |                           |
| Course en ligne  | Pascal Richard (SUI)   | Rolf Sørensen (DEN)  | Maximilian Sciandri (GBR) |
| Contre-la-montre | Miguel Indurain (ESP)  | Abraham Olano (ESP)  | Chris Boardman (GBR)      |
| Femmes           |                        |                      |                           |
| Course en ligne  | Jeannie Longo (FRA)    | Imelda Chiappa (ITA) | Clara Hughes (CAN)        |
| Contre-la-montre | Zulfiya Zabirova (RUS) | Jeannie Longo (FRA)  | Clara Hughes (CAN)        |

### Piste
| Épreuves               | Or                                                                            | Argent                                                               | Bronze                                                                          |
| ---------------------- | ----------------------------------------------------------------------------- | -------------------------------------------------------------------- | ------------------------------------------------------------------------------- |
| Hommes                 |                                                                               |                                                                      |                                                                                 |
| Course aux points      | Silvio Martinello (ITA)                                                       | Brian Walton (CAN)                                                   | Stuart O'Grady (AUS)                                                            |
| Kilomètre              | Florian Rousseau (FRA)                                                        | Erin Hartwell (USA)                                                  | Takanobu Jumonji (JPN)                                                          |
| Poursuite individuelle | Andrea Collinelli (ITA)                                                       | Philippe Ermenault (FRA)                                             | Bradley McGee (AUS)                                                             |
| Poursuite par équipes  | France Christophe Capelle Philippe Ermenault Jean-Michel Monin Francis Moreau | Russie Anton Chantyr Eduard Gritsun Nikolaï Kouznetsov Alexei Markov | Australie Brett Aitken Bradley McGee Stuart O'Grady Tim O'Shannessey Dean Woods |
| Vitesse individuelle   | Jens Fiedler (GER)                                                            | Marty Nothstein (USA)                                                | Curt Harnett (CAN)                                                              |
| Femmes                 |                                                                               |                                                                      |                                                                                 |
| Vitesse individuelle   | Félicia Ballanger (FRA)                                                       | Michelle Ferris (AUS)                                                | Ingrid Haringa (NED)                                                            |
| Poursuite individuelle | Antonella Bellutti (ITA)                                                      | Marion Clignet (FRA)                                                 | Judith Arndt (GER)                                                              |
| Course aux points      | Nathalie Even-Lancien (FRA)                                                   | Ingrid Haringa (NED)                                                 | Lucy Tyler-Sharman (AUS)                                                        |

### VTT
| Épreuves | Or                   | Argent                    | Bronze                |
| -------- | -------------------- | ------------------------- | --------------------- |
| Hommes   | Bart Brentjens (NED) | Thomas Frischknecht (SUI) | Miguel Martinez (FRA) |
| Femmes   | Paola Pezzo (ITA)    | Alison Sydor (CAN)        | Susan DeMattei (USA)  |

## Équitation
| Épreuves                     | Or | Argent | Bronze |
| ---------------------------- | --- | --- | --- |
| Concours complet individuel  | Blyth Tait sur Ready Teady (NZL) | Sally Clark sur Squirrel Hill (NZL)                                                                                                 | Kerry Millikin sur Out and About (USA) |
| Concours complet par équipes | Australie Phillip Dutton sur True Blue Girdwood Andrew Hoy sur Darien Powers Gillian Rolton sur Peppermint Grove Wendy Schaeffer sur Sunburst | États-Unis Bruce Davidson sur Heyday Jill Henneberg sur Nirvana David O'Connor sur Giltedge Karen O'Connor sur Biko                 | Nouvelle-Zélande Vaughn Jefferis sur Bounce Vicky Latta sur Broadcast News Andrew Nicholson sur Jaggermeister II Blyth Tait sur Chesterfield |
| Dressage individuel          | Isabell Werth sur Gigolo FRH (GER) | Anky van Grunsven sur Bonfire (NED)                                                                                                 | Sven Rothenberger sur Weyden (NED) |
| Dressage par équipes         | Allemagne Klaus Balkenhol sur Goldstern Martin Schaudt sur Durgo Monica Theodorescu sur Grunox Isabell Werth sur Gigolo FRH                   | Pays-Bas Tineke Bartels sur Barbria Gonnelien Rothenberger sur Gonnelien Sven Rothenberger sur Weyden Anky van Grunsven sur Bonfire | États-Unis Robert Dover sur Metallic Michelle Gibson sur Peron Steffen Peters sur Udon Guenter Seidel sur Graf George                        |
| Saut d'obstacles individuel  | Ulrich Kirchhoff sur Jus De Pommes (GER) | Willi Melliger sur Lando (SUI) | Alexandra Ledermann sur Rochet M (FRA) |
| Saut d'obstacles par équipes | Allemagne Ludger Beerbaum sur Ratina Z Ulrich Kirchhoff sur Jus De Pommes Lars Nieberg sur For Pleasure Franke Sloothaak sur Joly Coeur       | États-Unis Leslie Howard sur Extreme Anne Kursinski sur Eros Peter Leone sur Legato Michael Matz sur Rhum                           | Brésil Luis Felipe de Azevedo sur Cassiana André Johannpeter sur Calei Álvaro de Miranda Neto sur Aspen Rodrigo Pessoa sur Tomboy            |

## Escrime
| Épreuves            | Or                                                                      | Argent                                                      | Bronze                                                      |
| ------------------- | ----------------------------------------------------------------------- | ----------------------------------------------------------- | ----------------------------------------------------------- |
| Hommes              |                                                                         |                                                             |                                                             |
| Épée individuelle   | Aleksandr Beketov (RUS)                                                 | Ivan Trevejo (CUB)                                          | Géza Imre (HUN)                                             |
| Épée par équipes    | Italie Sandro Cuomo Angelo Mazzoni Maurizio Randazzo                    | Russie Aleksandr Beketov Pavel Kolobkov Valeriy Zakharevich | France Jean-Michel Henry Robert Leroux Éric Srecki          |
| Fleuret individuel  | Alessandro Puccini (ITA)                                                | Lionel Plumenail (FRA)                                      | Franck Boidin (FRA)                                         |
| Fleuret par équipes | Russie Ilgar Mamedov Vladislav Pavlovich Dmitriy Shevchenko             | Pologne Piotr Kiełpikowski Adam Krzesiński Ryszard Sobczak  | Cuba Elvis Gregory Rolando Tucker Oscar Garcia Perez Manuel |
| Sabre individuel    | Stanislav Pozdniakov (RUS)                                              | Sergey Sharikov (RUS)                                       | Damien Touya (FRA)                                          |
| Sabre par équipes   | Russie Grigori Kirienko Stanislav Pozdniakov Sergey Sharikov            | Hongrie Csaba Köves József Navarrete Bence Szabó            | Italie Raffaello Caserta Luigi Tarantino Tonhi Terenzi      |
| Femmes              |                                                                         |                                                             |                                                             |
| Épée individuelle   | Laura Flessel (FRA)                                                     | Valérie Barlois (FRA)                                       | Györgyi Horváth-Szalay (HUN)                                |
| Épée par équipes    | France Valérie Barlois Laura Flessel Sophie Moressée-Pichot             | Italie Laura Chiesa Elisa Uga Margherita Zalaffi            | Russie Karina Aznavourian Yuliya Garayeva Maria Mazina      |
| Fleuret individuel  | Laura Badea (ROU)                                                       | Valentina Vezzali (ITA)                                     | Giovanna Trillini (ITA)                                     |
| Fleuret par équipes | Italie Francesca Bortolozzi-Borella Giovanna Trillini Valentina Vezzali | Roumanie Laura Badea Reka Szabo Roxana Scarlat              | Allemagne Sabine Bau Anja Fichtel Monika Weber-Koszto       |

## Football
| Épreuves         | Or | Argent | Bronze |
| ---------------- | --- | --- | --- |
| Tournoi masculin | Nigeia Daniel Amokachi Emmanuel Amunike Tijjani Babangida Celestine Babayaro Emmanuel Babayaro Joseph Dosu Teslim Fatusi Victor Ikpeba Nwankwo Kanu Garba Lawal Abiodun Obafemi Kingsley Obiekwu Uche Okechukwu Jay-Jay Okocha Sunday Oliseh Mobi Oparaku Wilson Oruma Taribo West | Argentine Matías Almeyda Roberto Ayala Christian Bassedas Carlos Bossio Pablo Oscar Cavallero José Chamot Hernán Crespo Marcelo Delgado Marcelo Gallardo Claudio López Gustavo López Hugo Morales Ariel Ortega Pablo Paz Mauricio Pineda Roberto Sensini Diego Simeone Javier Zanetti | Brésil Aldair Amaral Bebeto Flávio Conceição Danrlei Dida Zé Elias Ronaldo Guiaro André Luiz Luizão Zé Maria Narciso Juninho Paulista Marcelinho Paulista Rivaldo Roberto Carlos Ronaldo Sávio                                                                                             |
| Tournoi féminin  | États-Unis Michelle Akers Brandi Chastain Joy Fawcett Julie Foudy Mia Hamm Mary Harvey Carin Jennings-Gabarra Kristine Lilly Shannon MacMillan Tiffeny Milbrett Carla Overbeck Cindy Parlow Tiffany Roberts Briana Scurry Tisha Venturini Staci Wilson                             | Chine Chen Yufeng Fan Yunjie Gao Hong Liu Ailing Liu Ying Shi Guihong Shui Qingxia Sun Qingmei Sun Wen Wang Liping Wei Haiying Wen Lirong Xie Huilin Yu Hongqi Zhao Lihong Zhong Honglian                                                                                             | Norvège Ann-Kristin Aarønes Agnete Carlsen Gro Espeseth Tone Gunn Frustøl Tone Haugen Linda Medalen Merete Myklebust Bente Nordby Anne Nymark Andersen Nina Nymark Andersen Marianne Pettersen Hege Riise Brit Sandaune Reidun Seth Heidi Støre Tina Svensson Trine Tangeraas Kjersti Thun |

## Gymnastique

### Artistique
| Épreuves                    | Or | Argent | Bronze |
| --------------------------- | --- | --- | --- |
| Hommes                      | | | |
| Concours par équipes        | Russie Nikolay Kryukov Aleksey Nemov Yevgeny Podgorny Sergey Kharkov Dmitriy Trush Dmitri Vasilenko Aleksey Voropayev | Chine Fan Bin Fan Hongbin Huang Huadong Huang Liping Li Xiaoshuang Shen Jian Zhang Jingin                                 | Ukraine Ihor Korobchynskyy Oleg Kosiak Hryhoriy Misyutin Vladimir Shamenko Rustam Sharipov Alexandre Svetlichnyi Yuri Yermakov |
| Concours général individuel | Li Xiaoshuang (CHN)                                                                                                   | Aleksey Nemov (RUS) | Vitaly Scherbo (BLR) |
| Sol                         | Ioánnis Melissanídis (GRE)                                                                                            | Li Xiaoshuang (CHN) | Aleksey Nemov (RUS) |
| Cheval d'arçon              | Donghua Li (SUI) | Marius Urzică (ROU) | Aleksey Nemov (RUS) |
| Anneaux                     | Jury Chechi (ITA) | Dan Burincă (ROU) Szilveszter Csollány (HUN)                                                                              | - |
| Saut de cheval              | Aleksey Nemov (RUS)                                                                                                   | Yeo Hong-chul (KOR) | Vitaly Scherbo (BLR) |
| Barres parallèles           | Rustam Sharipov (UKR)                                                                                                 | Jair Lynch (USA) | Vitaly Scherbo (BLR) |
| Barre fixe                  | Andreas Wecker (GER)                                                                                                  | Krasimir Dounev (BUL) | Fan Bin (CHN) Aleksey Nemov (RUS) Vitaly Scherbo (BLR)                                                                         |
| Femmes                      | | | |
| Concours par équipes        | États-Unis Amanda Borden Amy Chow Dominique Dawes Shannon Miller Dominique Moceanu Jaycie Phelps Kerri Strug          | Russie Elena Dolgopolova Roza Galieva Elena Grosheva Svetlana Khorkina Dina Kochetkova Evgeniya Kuznetsova Oksana Liapina | Roumanie Simona Amânar Gina Gogean Ionela Loaieș Alexandra Marinescu Lavinia Miloșovici Mirela Țugurlan                        |
| Concours général individuel | Lilia Podkopayeva (UKR)                                                                                               | Gina Gogean (ROU) | Simona Amânar (ROU) Lavinia Miloșovici (ROU)                                                                                   |
| Saut de cheval              | Simona Amânar (ROU)                                                                                                   | Mo Huilan (CHN) | Gina Gogean (ROU) |
| Barres asymétriques         | Svetlana Khorkina (RUS)                                                                                               | Amy Chow (USA) Bi Wenjing (CHN)                                                                                           | - |
| Poutre                      | Shannon Miller (USA)                                                                                                  | Lilia Podkopayeva (UKR)                                                                                                   | Gina Gogean (ROU) |
| Sol                         | Lilia Podkopayeva (UKR)                                                                                               | Simona Amânar (ROU) | Dominique Dawes (USA) |

### Rythmique
| Épreuves    | Or                                                                                                   | Argent                                                                                           | Bronze |
| ----------- | --- | ------------------------------------------------------------------------------------------------ | --- |
| Individuel  | Ekaterina Serebrianskaya (UKR)                                                                       | Yana Batyrchina (RUS)                                                                            | Elena Vitrichenko (UKR)                                                                                    |
| Par équipes | Espagne Marta Baldó Nuria Cabanillas Estela Giménez Lorena Guréndez Tania Lamarca Estíbaliz Martínez | Bulgarie Ina Delcheva Valentina Kevlian Maria Koleva Maya Tabakova Ivelina Taleva Viara Vatashka | Russie Evguenia Bochkareva Olga Chtyrenko Irina Dziouba Anguelina Iouchkova Ioulia Ivanova Elena Krivochei |

## Haltérophilie
| Épreuves        | Or                       | Argent                  | Bronze                  |
| --------------- | ------------------------ | ----------------------- | ----------------------- |
| Hommes          |                          |                         |                         |
| Moins de 54 kg  | Halil Mutlu (TUR)        | Zhang Xiangsen (CHN)    | Sevdalin Minchev (BUL)  |
| Moins de 59 kg  | Tang Lingsheng (CHN)     | Leonídas Sabánis (GRE)  | Nikolaj Pešalov (BUL)   |
| Moins de 64 kg  | Naim Süleymanoğlu (TUR)  | Valérios Leonídis (GRE) | Xiao Jiangang (CHN)     |
| Moins de 70 kg  | Zhan Xugang (CHN)        | Kim Myong Nam (PRK)     | Attila Feri (HUN)       |
| Moins de 76 kg  | Pablo Lara (CUB)         | Yoto Yotov (BUL)        | Jon Chol Ho (PRK)       |
| Moins de 83 kg  | Pýrros Dímas (GRE)       | Marc Huster (GER)       | Andrzej Cofalik (POL)   |
| Moins de 91 kg  | Aleksey Petrov (RUS)     | Leonídas Kókkas (GRE)   | Oliver Caruso (GER)     |
| Moins de 99 kg  | Akákios Kakiasvíli (GRE) | Anatoli Khrapaty (KAZ)  | Mykola Hordiychuk (UKR) |
| Moins de 108 kg | Tymur Taymazov (UKR)     | Serguei Syrtsov (RUS)   | Nicu Vlad (ROU)         |
| Plus de 108 kg  | Andrei Chemerkin (RUS)   | Ronny Weller (GER)      | Stefan Botev (AUS)      |

## Handball
| Épreuves         | Or | Argent | Bronze |
| ---------------- | --- | --- | --- |
| Tournoi masculin | Croatie Patrik Ćavar Valner Franković Slavko Goluža Bruno Gudelj Vladimir Jelčić Božidar Jović Nenad Kljaić Venio Losert Valter Matošević Zoran Mikulić Alvaro Načinović Goran Perkovac Iztok Puc Zlatan Saračević Irfan Smajlagić Vladimir Šujster        | Suède Magnus Andersson Robert Andersson Per Carlén Martin Frändesjö Erik Hajas Robert Hedin Andreas Larsson Ola Lindgren Stefan Lövgren Mats Olsson Staffan Olsson Johan Petersson Tomas Svensson Tomas Sivertsson Pierre Thorsson Magnus Wislander | Espagne Talant Dujshebaev Salvador Esquer Aitor Etxaburu Jesús Fernández Jaume Fort Mateo Garralda Raúl González Rafael Guijosa Fernando Hernández José Javier Hombrados Demetrio Lozano Jordi Núñez Jesús Olalla Juancho Pérez Iñaki Urdangarin Alberto Urdiales |
| Tournoi féminin  | Danemark Anja Andersen Camilla Andersen Kristine Andersen Heidi Astrup Tina Bøttzau Marianne Florman Conny Hamann Anja Hansen Anette Hoffmann Tonje Kjærgaard Janne Kolling Susanne Lauritsen Gitte Madsen Lene Rantala Gitte Sunesen Anne Dorthe Tanderup | Corée du Sud Cho Eun-hee Han Sun-hee Hong Jeong-ho Huh Soon-young Kim Jeong-sim Kim Eun-mi Kim Jeong-mi Kim Mi-sim Kim Rang Kwag Hye-jeong Lee Sang-eun Lim O-kyeong Moon Hyang-ja Oh Seong-ok Oh Yong-ran Park Jeong-lim                           | Hongrie Éva Erdős Andrea Farkas Beáta Hoffmann Anikó Kántor Erzsébet Kocsis Beatrix Kökény Eszter Mátéfi Auguszta Mátyás Anikó Meksz Anikó Nagy Helga Németh Ildikó Pádár Beáta Siti Anna Szántó Katalin Szilágyi Beatrix Tóth                                    |

## Hockey sur gazon
| Épreuves         | Or | Argent | Bronze |
| ---------------- | --- | --- | --- |
| Tournoi masculin | Pays-Bas Jacques Brinkman Floris Jan Bovelander Maurits Crucq Marc Delissen Jeroen Delmee Taco van den Honert Erik Jazet Ronald Jansen Leo Klein Gebbink Bram Lomans Teun de Nooijer Wouter van Pelt Stephan Veen Guus Vogels Tycho van Meer Remco van Wijk | Espagne Jaime Amat Pablo Amat Javier Arnau Jordi Arnau Oscar Barrena Ignacio Cobos Juan Dinarés Juan Escarré Xavier Escudé Juantxo García-Mauriño Antonio González Ramón Jufresa Joaquín Malgosa Victor Pujol Ramón Sala Pablo Usoz          | Australie Mark Hager Stephen Davies Baeden Choppy Lachlan Elmer Stuart Carruthers Grant Smith Damon Diletti Lachlan Dreher Brendan Garard Paul Gaudoin Paul Lewis Matthew Smith Jay Stacy Daniel Sproule Ken Wark Michael York                                                                 |
| Tournoi féminin  | Australie Michelle Andrews Alyson Annan Louise Dobson Renita Farrell Juliet Haslam Rechelle Hawkes Clover Maitland Karen Marsden Jenny Morris Nova Peris Jackie Pereira Katrina Powell Lisa Powell Danni Roche Kate Starre Liane Tooth                      | Corée du Sud Chang Eun-jung Cho Eun-jung Choi Eun-kyung Choi Mi-soon Jeon Young-sun Jin Deok-san Kim Myung-ok Kwon Soo-hyun Kwon Chang-sook Lee Eun-kyung Lee Eun-young Lee Ji-young Lim Jeong-sook Oh Seung-shin Woo Hyun-jung You Jae-sook | Pays-Bas Stella de Heij Wietske de Ruiter Mijntje Donners Willemijn Duster Noor Holsboer Nicole Koolen Ellen Kuipers Jeannette Lewin Suzanne Plesman Florentine Steenberghe Margje Teeuwen Carole Thate Jacqueline Toxopeus Fleur van de Kieft Dillianne van den Boogaard Suzan van der Wielen |

## Judo
| Épreuves        | Or                         | Argent                    | Bronze                         |
| --------------- | -------------------------- | ------------------------- | ------------------------------ |
| Hommes          |                            |                           |                                |
| Moins de 60 kg  | Tadahiro Nomura (JPN)      | Girolamo Giovinazzo (ITA) | Dorjpalamyn Narmandakh (MGL)   |
| Moins de 60 kg  | Tadahiro Nomura (JPN)      | Girolamo Giovinazzo (ITA) | Richard Trautmann (GER)        |
| Moins de 66 kg  | Udo Quellmalz (GER)        | Yukimasa Nakamura (JPN)   | Henrique Guimarães (BRA)       |
| Moins de 66 kg  | Udo Quellmalz (GER)        | Yukimasa Nakamura (JPN)   | Israel Hernández (CUB)         |
| Moins de 73 kg  | Kenzo Nakamura (JPN)       | Kwak Dae-sung (KOR)       | Christophe Gagliano (FRA)      |
| Moins de 73 kg  | Kenzo Nakamura (JPN)       | Kwak Dae-sung (KOR)       | James Pedro (USA)              |
| Moins de 81 kg  | Djamel Bouras (FRA)        | Toshihiko Koga (JPN)      | Cho In-chul (KOR)              |
| Moins de 81 kg  | Djamel Bouras (FRA)        | Toshihiko Koga (JPN)      | Soso Liparteliani (GEO)        |
| Moins de 90 kg  | Jeon Ki-young (KOR)        | Armen Bagdasarov (UZB)    | Mark Huizinga (NED)            |
| Moins de 90 kg  | Jeon Ki-young (KOR)        | Armen Bagdasarov (UZB)    | Marko Spittka (GER)            |
| Moins de 100 kg | Paweł Nastula (POL)        | Kim Min-soo (KOR)         | Aurélio Miguel (BRA)           |
| Moins de 100 kg | Paweł Nastula (POL)        | Kim Min-soo (KOR)         | Stéphane Traineau (FRA)        |
| Plus de 100 kg  | David Douillet (FRA)       | Ernesto Perez Lobo (ESP)  | Frank Möller (GER)             |
| Plus de 100 kg  | David Douillet (FRA)       | Ernesto Perez Lobo (ESP)  | Harry Van Barneveld (BEL)      |
| Femmes          |                            |                           |                                |
| Moins de 48 kg  | Kye Sun-hui (PRK)          | Ryōko Tamura (JPN)        | Amarilis Savón (CUB)           |
| Moins de 48 kg  | Kye Sun-hui (PRK)          | Ryōko Tamura (JPN)        | Yolanda Soler (ESP)            |
| Moins de 52 kg  | Marie-Claire Restoux (FRA) | Hyun Sook-hee (KOR)       | Noriko Sugawara (JPN)          |
| Moins de 52 kg  | Marie-Claire Restoux (FRA) | Hyun Sook-hee (KOR)       | Legna Verdecia (CUB)           |
| Moins de 56 kg  | Driulis González (CUB)     | Jung Sun-yong (KOR)       | Isabel Fernández (ESP)         |
| Moins de 56 kg  | Driulis González (CUB)     | Jung Sun-yong (KOR)       | Marie-Isabelle Lomba (BEL)     |
| Moins de 61 kg  | Yūko Emoto (JPN)           | Gella Vandecaveye (BEL)   | Jenny Gal (NED)                |
| Moins de 61 kg  | Yūko Emoto (JPN)           | Gella Vandecaveye (BEL)   | Jung Sung-sook (KOR)           |
| Moins de 66 kg  | Cho Min-sun (KOR)          | Aneta Szczepanska (POL)   | Wang Xianbo (CHN)              |
| Moins de 66 kg  | Cho Min-sun (KOR)          | Aneta Szczepanska (POL)   | Claudia Zwiers (NED)           |
| Moins de 72 kg  | Ulla Werbrouck (BEL)       | Yōko Tanabe (JPN)         | Diadenis Luna Castellano (CUB) |
| Moins de 72 kg  | Ulla Werbrouck (BEL)       | Yōko Tanabe (JPN)         | Ylenia Scapin (ITA)            |
| Plus de 72 kg   | Sun Fuming (CHN)           | Estela Rodríguez (CUB)    | Christine Cicot (FRA)          |
| Plus de 72 kg   | Sun Fuming (CHN)           | Estela Rodríguez (CUB)    | Johanna Hagn (GER)             |

## Lutte

### Gréco-Romaine
| Épreuves        | Or                         | Argent                 | Bronze                    |
| --------------- | -------------------------- | ---------------------- | ------------------------- |
| Hommes          |                            |                        |                           |
| Moins de 48 kg  | Sim Kwon-ho (KOR)          | Aleksandr Pavlov (BLR) | Zafar Guliyev (RUS)       |
| Moins de 52 kg  | Armen Nazarian (ARM)       | Brandon Paulson (USA)  | Andriy Kalashnykov (UKR)  |
| Moins de 57 kg  | Yuriy Melnichenko (KAZ)    | Dennis Hall (USA)      | Sheng Zetian (CHN)        |
| Moins de 62 kg  | Włodzimierz Zawadzki (POL) | Juan Marén (CUB)       | Mehmet Âkif Pirim (TUR)   |
| Moins de 68 kg  | Ryszard Wolny (POL)        | Ghani Yalouz (FRA)     | Aleksandr Tretyakov (RUS) |
| Moins de 74 kg  | Filiberto Ascuy (CUB)      | Marko Asell (FIN)      | Józef Tracz (POL)         |
| Moins de 82 kg  | Hamza Yerlikaya (TUR)      | Thomas Zander (GER)    | Valery Tsilent (BLR)      |
| Moins de 90 kg  | Vyacheslav Oliynyk (UKR)   | Jacek Fafiński (POL)   | Maik Bullmann (GER)       |
| Moins de 100 kg | Andrzej Wroński (POL)      | Sergey Lishtvan (BLR)  | Mikael Ljungberg (SWE)    |
| Moins de 130 kg | Aleksandr Karelin (RUS)    | Matt Ghaffari (USA)    | Serghei Mureico (MDA)     |

### Libre
| Épreuves        | Or                           | Argent                     | Bronze                     |
| --------------- | ---------------------------- | -------------------------- | -------------------------- |
| Hommes          |                              |                            |                            |
| Moins de 48 kg  | Kim Il (PRK)                 | Armen Mkrtchian (ARM)      | Alexis Vila (CUB)          |
| Moins de 52 kg  | Valentin Yordanov (BUL)      | Namiq Abdullayev (AZE)     | Maulen Mamyrov (KAZ)       |
| Moins de 57 kg  | Kendall Cross (USA)          | Guivi Sissaouri (CAN)      | Ri Yong-sam (PRK)          |
| Moins de 62 kg  | Tom Brands (USA)             | Jang Jae-sung (KOR)        | Elbrus Tedeyev (UKR)       |
| Moins de 68 kg  | Vadim Bogiyev (RUS)          | Townsend Saunders (USA)    | Zaza Zazirov (UKR)         |
| Moins de 74 kg  | Buvaysar Saytiev (RUS)       | Park Jang-soon (KOR)       | Takuya Ōta (JPN)           |
| Moins de 82 kg  | Khadzhimurat Magomedov (RUS) | Yang Hyun-mo (KOR)         | Amir Reza Khadem (IRI)     |
| Moins de 90 kg  | Rasul Khadem Azgadhi (IRI)   | Makharbek Khadartsev (RUS) | Christopher Campbell (GEO) |
| Moins de 100 kg | Kurt Angle (USA)             | Abbas Jadidi (IRI)         | Arawat Sabejew (GER)       |
| Moins de 130 kg | Mahmut Demir (TUR)           | Aleksey Medvedev (BLR)     | Bruce Baumgartner (USA)    |

## Natation
| Épreuves                      | Or                                                                        | Argent                                                                    | Bronze                                                                         |
| ----------------------------- | ------------------------------------------------------------------------- | ------------------------------------------------------------------------- | ------------------------------------------------------------------------------ |
| Hommes                        |                                                                           |                                                                           |                                                                                |
| 50 m nage libre               | Aleksandr Popov (RUS)                                                     | Gary Hall Jr. (USA)                                                       | Fernando Scherer (BRA)                                                         |
| 100 m nage libre              | Aleksandr Popov (RUS)                                                     | Gary Hall Jr. (USA)                                                       | Gustavo Borges (BRA)                                                           |
| 200 m nage libre              | Danyon Loader (NZL)                                                       | Gustavo Borges (BRA)                                                      | Daniel Kowalski (AUS)                                                          |
| 400 m nage libre              | Danyon Loader (NZL)                                                       | Paul Palmer (GBR)                                                         | Daniel Kowalski (AUS)                                                          |
| 1 500 m nage libre            | Kieren Perkins (AUS)                                                      | Daniel Kowalski (AUS)                                                     | Graeme Smith (GBR)                                                             |
| 100 m papillon                | Denis Pankratov (RUS)                                                     | Scott Miller (AUS)                                                        | Vladislav Kulikov (RUS)                                                        |
| 200 m papillon                | Denis Pankratov (RUS)                                                     | Tom Malchow (USA)                                                         | Scott Goodman (AUS)                                                            |
| 100 m dos                     | Jeffrey Rouse (USA)                                                       | Rodolfo Falcón (CUB)                                                      | Neisser Bent (CUB)                                                             |
| 200 m dos                     | Brad Bridgewater (USA)                                                    | Tripp Schwenk (USA)                                                       | Emanuele Merisi (ITA)                                                          |
| 100 m brasse                  | Frederik Deburghgraeve (BEL)                                              | Jeremy Linn (USA)                                                         | Mark Warnecke (GER)                                                            |
| 200 m brasse                  | Norbert Rózsa (HUN)                                                       | Károly Güttler (HUN)                                                      | Andrey Korneyev (RUS)                                                          |
| 200 m quatre nages            | Attila Czene (HUN)                                                        | Jani Sievinen (FIN)                                                       | Curtis Myden (CAN)                                                             |
| 400 m quatre nages            | Tom Dolan (USA)                                                           | Eric Namesnik (USA)                                                       | Curtis Myden (CAN)                                                             |
| Relais 4 × 100 m nage libre   | États-Unis Josh Davis Gary Hall Jr. Jon Olsen Brad Schumacher             | Russie Aleksandr Popov Vladimir Predkin Vladimir Pychnenko Roman Yegorov  | Allemagne Mark Pinger Christian Tröger Bengt Zikarsky Björn Zikarsky           |
| Relais 4 × 200 m nage libre   | États-Unis Ryan Berube Josh Davis Joe Hudepohl Brad Schumacher            | Suède Lars Frölander Anders Holmertz Anders Lyrbring Christer Wallin      | Allemagne Aimo Heilmann Christian Keller Christian Tröger Steffen Zesner       |
| Relais 4 × 100 m quatre nages | États-Unis Gary Hall Jr. Mark Henderson Jeremy Linn Jeffrey Rouse         | Russie Stanislav Lopukhov Denis Pankratov Aleksandr Popov Vladimir Selkov | Australie Steven Dewick Michael Klim Scott Miller Phil Rogers                  |
| Femmes                        |                                                                           |                                                                           |                                                                                |
| 50 m nage libre               | Amy Van Dyken (USA)                                                       | Le Jingyi (CHN)                                                           | Sandra Völker (GER)                                                            |
| 100 m nage libre              | Le Jingyi (CHN)                                                           | Sandra Völker (GER)                                                       | Angel Martino (USA)                                                            |
| 200 m nage libre              | Claudia Poll (CRC)                                                        | Franziska van Almsick (GER)                                               | Dagmar Hase (GER)                                                              |
| 400 m nage libre              | Michelle Smith (IRL)                                                      | Dagmar Hase (GER)                                                         | Kirsten Vlieghuis (NED)                                                        |
| 800 m nage libre              | Brooke Bennett (USA)                                                      | Dagmar Hase (GER)                                                         | Kirsten Vlieghuis (NED)                                                        |
| 100 m papillon                | Amy Van Dyken (USA)                                                       | Liu Limin (CHN)                                                           | Angel Martino (USA)                                                            |
| 200 m papillon                | Susie O'Neill (AUS)                                                       | Petria Thomas (AUS)                                                       | Michelle Smith (IRL)                                                           |
| 100 m dos                     | Beth Botsford (USA)                                                       | Whitney Hedgepeth (USA)                                                   | Marianne Kriel (RSA)                                                           |
| 200 m dos                     | Krisztina Egerszegi (HUN)                                                 | Whitney Hedgepeth (USA)                                                   | Cathleen Rund (GER)                                                            |
| 100 m brasse                  | Penelope Heyns (RSA)                                                      | Amanda Beard (USA)                                                        | Samantha Riley (AUS)                                                           |
| 200 m brasse                  | Penelope Heyns (RSA)                                                      | Amanda Beard (USA)                                                        | Ágnes Kovács (HUN)                                                             |
| 200 m quatre nages            | Michelle Smith (IRL)                                                      | Marianne Limpert (CAN)                                                    | Li Lin (CHN)                                                                   |
| 400 m quatre nages            | Michelle Smith (IRL)                                                      | Allison Wagner (USA)                                                      | Krisztina Egerszegi (HUN)                                                      |
| Relais 4 × 100 m nage libre   | États-Unis Catherine Fox Angel Martino Jenny Thompson Amy Van Dyken       | Chine Le Jingyi Na Chao Shan Ying Yun Nian                                | Allemagne Antje Buschschulte Simone Osygus Franziska van Almsick Sandra Völker |
| Relais 4 × 200 m nage libre   | États-Unis Trina Jackson Sheila Taormina Cristina Teuscher Jenny Thompson | Allemagne Dagmar Hase Kerstin Kielgass Anke Scholz Franziska van Almsick  | Australie Julia Greville Emma Johnson Susie O'Neill Nicole Stevenson           |
| Relais 4 × 100 m quatre nages | États-Unis Amanda Beard Beth Botsford Angel Martino Amy Van Dyken         | Australie Susie O'Neill Samantha Riley Sarah Ryan Nicole Stevenson        | Chine Cai Huijue Chen Yan Han Xue Shan Ying                                    |

## Natation synchronisée
| Épreuves | Or | Argent | Bronze |
| -------- | --- | --- | --- |
| Ballet   | États-Unis Suzannah Bianco Tammy Cleland Becky Dyroen-Lancer Emily Lesueur Heather Pease Jill Savery Nathalie Schneyder Heather Simmons-Carrasco Jill Sudduth Margot Thien | Canada Lisa Alexander Janice Bremner Karen Clark Karen Fonteyne Sylvie Fréchette Valérie Hould-Marchand Kasia Kulesza Christine Larsen Cari Read Erin Woodley | Japon Raika Fujii Mayuko Fujiki Rei Jimbo Miho Kawabe Akiko Kawase Riho Nakajima Miya Tachibana Kaori Takahashi Miho Takeda Junko Tanaka |

## Pentathlon moderne
| Épreuves | Or                       | Argent               | Bronze               |
| -------- | ------------------------ | -------------------- | -------------------- |
| Hommes   | Alexandre Paryguin (KAZ) | Eduard Zenovka (RUS) | János Martinek (HUN) |

## Plongeon
| Épreuves        | Or                  | Argent              | Bronze                 |
| --------------- | ------------------- | ------------------- | ---------------------- |
| Hommes          |                     |                     |                        |
| Tremplin à 3 m  | Xiong Ni (CHN)      | Yu Zhuocheng (CHN)  | Mark Lenzi (USA)       |
| Haut-vol à 10 m | Dmitri Sautin (RUS) | Jan Hempel (GER)    | Xiao Hailiang (CHN)    |
| Femmes          |                     |                     |                        |
| Tremplin à 3 m  | Fu Mingxia (CHN)    | Irina Lashko (RUS)  | Annie Pelletier (CAN)  |
| Haut-vol à 10 m | Fu Mingxia (CHN)    | Annika Walter (GER) | Mary Ellen Clark (USA) |

## Softball
| Épreuves        | Or | Argent | Bronze |
| --------------- | --- | --- | --- |
| Tournoi féminin | États-Unis Laura Berg Gillian Boxx Sheila Cornell Lisa Fernandez Michele Granger Lori Harrigan Dionna Harris Kim Maher Leah O'Brien Dot Richardson Julie Smith Michele Smith Shelly Stokes Danielle Tyler Christa Lee Williams | Chine An Zhongxin Chen Hong He Liping Lei Li Liu Xuqing Liu Yaju Ma Ying Ou Jingbai Tao Hua Wang Lihong Wang Ying Wei Qiang Xu Jian Yan Fang Zhang Chunfang | Australie Joanne Brown Kim Cooper Carolyn Crudgington Kerry Dienelt Peta Edebone Tanya Harding Jennifer Holliday Jocelyn Lester Sally McDermid Francine McRae Haylea Petrie Nicole Richardson Melanie Roche Natalie Ward Brooke Wilkins |

## Tennis
| Épreuves          | Or                                           | Argent                                        | Bronze                                            |
| ----------------- | -------------------------------------------- | --------------------------------------------- | ------------------------------------------------- |
| Simples messieurs | Andre Agassi (USA)                           | Sergi Bruguera (ESP)                          | Leander Paes (IND)                                |
| Simples dames     | Lindsay Davenport (USA)                      | Arantxa Sánchez Vicario (ESP)                 | Jana Novotná (CZE)                                |
| Doubles messieurs | Australie Todd Woodbridge Mark Woodforde     | Grande-Bretagne Neil Broad Tim Henman         | Allemagne Marc-Kevin Goellner David Prinosil      |
| Doubles dames     | États-Unis Gigi Fernández Mary Joe Fernández | République tchèque Jana Novotná Helena Suková | Espagne Conchita Martínez Arantxa Sánchez Vicario |

## Tennis de table
| Épreuves          | Or                              | Argent                     | Bronze                                  |
| ----------------- | ------------------------------- | -------------------------- | --------------------------------------- |
| Simples messieurs | Liu Guoliang (CHN)              | Wang Tao (CHN)             | Jörg Roßkopf (GER)                      |
| Simples dames     | Deng Yaping (CHN)               | Chen Jing (TPE)            | Qiao Hong (CHN)                         |
| Doubles messieurs | Chine Kong Linghui Liu Guoliang | Chine Lu Lin Wang Tao      | Corée du Sud Chul Seung Lee Yoo Nam-kyu |
| Doubles dames     | Chine Deng Yaping Qiao Hong     | Chine Liu Wei Qiao Yunping | Corée du Sud Hae-Jung Park Ryu Ji-hae   |

## Tir
| Épreuves                     | Or                      | Argent                    | Bronze                    |
| ---------------------------- | ----------------------- | ------------------------- | ------------------------- |
| Hommes                       |                         |                           |                           |
| Carabine à 10 m air comprimé | Artem Khadjibekov (RUS) | Wolfram Waibel Jr. (AUT)  | Jean-Pierre Amat (FRA)    |
| Carabine à 50 m 3 positions  | Jean-Pierre Amat (FRA)  | Sergey Belyayev (KAZ)     | Wolfram Waibel Jr. (AUT)  |
| Carabine à 50 m tir couché   | Christian Klees (GER)   | Sergey Belyayev (KAZ)     | Jozef Gönci (SVK)         |
| Pistolet à 10 m air comprimé | Roberto Di Donna (ITA)  | Wang Yifu (CHN)           | Tanyu Kiryakov (BUL)      |
| Pistolet à 25 m tir rapide   | Ralf Schumann (GER)     | Emil Milev (BUL)          | Vladimir Vokhmianin (KAZ) |
| Cible mobile à 10 m          | Yang Ling (CHN)         | Xiao Jun (CHN)            | Miroslav Januš (CZE)      |
| Skeet                        | Ennio Falco (ITA)       | Mirosław Rzepkowski (POL) | Andrea Benelli (ITA)      |
| Trap                         | Michael Diamond (AUS)   | Joshua Lakatos (USA)      | Lance Bade (USA)          |
| Double trap                  | Russell Mark (AUS)      | Albano Pera (ITA)         | Zhang Bing (CHN)          |
| Femmes                       |                         |                           |                           |
| Carabine à 10 m air comprimé | Renata Mauer (POL)      | Petra Horneber (GER)      | Alexandra Ivosev (YUG)    |
| Carabine 50 m 3 positions    | Alexandra Ivosev (YUG)  | Irina Gerasimenok (RUS)   | Renata Mauer (POL)        |
| Pistolet à 10 m air comprimé | Olga Klochneva (RUS)    | Marina Logvinenko (RUS)   | Maria Grozdeva (BUL)      |
| Pistolet à 25 m              | Li Duihong (CHN)        | Diana Iorgova (BUL)       | Marina Logvinenko (RUS)   |
| Double Trap                  | Kim Rhode (USA)         | Susanne Kiermayer (GER)   | Deserie Huddleston (AUS)  |

## Tir à l'arc
| Épreuves    | Or                                                    | Argent                                                        | Bronze                                                              |
| ----------- | ----------------------------------------------------- | ------------------------------------------------------------- | ------------------------------------------------------------------- |
| Hommes      |                                                       |                                                               |                                                                     |
| Individuel  | Justin Huish (USA)                                    | Magnus Petersson (SWE)                                        | Oh Kyo-moon (KOR)                                                   |
| Par équipes | États-Unis Justin Huish Butch Johnson Rod White       | Corée du Sud Jang Yong-ho Kim Bo-ram Oh Kyo-moon              | Italie Matteo Bisiani Michele Frangilli Andrea Parenti              |
| Femmes      |                                                       |                                                               |                                                                     |
| Individuel  | Kim Kyung-wook (KOR)                                  | He Ying (CHN)                                                 | Olena Sadovnytcha (UKR)                                             |
| Par équipes | Corée du Sud Kim Jo-sun Kim Kyung-wook Youn Hye-young | Allemagne Barbara Mensing Cornelia Pfohl Sandra Wagner-Sachse | Pologne Iwona Dzięcioł-Marcinkiewicz Katarzyna Klata Joanna Nowicka |

## Voile
| Épreuves | Or                                                 | Argent                                              | Bronze                                           |
| -------- | -------------------------------------------------- | --------------------------------------------------- | ------------------------------------------------ |
| Hommes   |                                                    |                                                     |                                                  |
| 470      | Ukraine Yevhen Braslavets Ihor Matviyenko          | Grande-Bretagne John Merricks Ian Walker            | Portugal Nuno Barreto Victor Hugo Rocha          |
| Finn     | Mateusz Kusznierewicz (POL)                        | Sébastien Godefroid (BEL)                           | Roy Heiner (NED)                                 |
| Mistral  | Níkos Kaklamanákis (GRE)                           | Carlos Espínola (ARG)                               | Gal Fridman (ISR)                                |
| Soling   | Allemagne Thomas Flach Bernd Jäkel Jochen Schümann | Russie Dimitri Shabanow Georgy Shayduko Igor Skalin | États-Unis Jim Barton Jeff Madrigali Kent Massey |
| Femmes   |                                                    |                                                     |                                                  |
| 470      | Espagne Begoña Vía Dufresne Theresa Zabell         | Japon Kinoshita Alicia Shige Yumiko                 | Ukraine Olena Pakholchyk Ruslana Taran           |
| Europe   | Kristine Roug (DEN)                                | Margriet Matthijsse (NED)                           | Courtenay Becker-Dey (USA)                       |
| Mistral  | Lee Lai Shan (HKG)                                 | Barbara Kendall (NZL)                               | Alessandra Sensini (ITA)                         |
| Mixte    |                                                    |                                                     |                                                  |
| Laser    | Robert Scheidt (BRA)                               | Ben Ainslie (GBR)                                   | Peer Moberg (NOR)                                |
| Star     | Brésil Marcelo Ferreira Torben Grael               | Suède Bobby Lohse Hans Wallén                       | Australie Colin Beashel David Giles              |
| Tornado  | Espagne José Luis Ballester Tultesa Fernando Leon  | Australie Mitch Booth Andrew Landenberger           | Brésil Lars Grael Kiko Pellicano                 |

## Volley-ball

### Beach-volley
| Épreuves         | Or                                   | Argent                                 | Bronze                                 |
| ---------------- | ------------------------------------ | -------------------------------------- | -------------------------------------- |
| Tournoi masculin | États-Unis Karch Kiraly Kent Steffes | États-Unis Mike Dodd Mike Whitmarsh    | Canada John Child Mark Heese           |
| Tournoi féminin  | Brésil Sandra Pires Jackie Silva     | Brésil Mônica Rodrigues Adriana Samuel | Australie Natalie Cook Kerri Pottharst |

### En salle
| Épreuves         | Or | Argent | Bronze |
| ---------------- | --- | --- | --- |
| Tournoi masculin | Pays-Bas Peter Blangé Guido Görtzen Rob Grabert Henk Jan Held Misha Latuhihin Jan Posthuma Brecht Rodenburg Richard Schuil Bas van de Goor Mike van de Goor Olof van der Meulen Ron Zwerver | Italie Lorenzo Bernardi Vigor Bovolenta Marco Bracci Luca Cantagalli Andrea Gardini Andrea Giani Pasquale Gravina Marco Meoni Samuele Papi Andrea Sartoretti Paolo Tofoli Andrea Zorzi | Yougoslavie Vladimir Batez Dejan Brđović Đorđe Ðurić Andrija Gerić Nikola Grbić Vladimir Grbić Rajko Jokanović Slobodan Kovač Đula Mešter Žarko Petrović Željko Tanasković Goran Vujević |
| Tournoi féminin  | Cuba Taismary Agüero Regla Bell Magaly Carvajal Marlenis Costa Ana Fernández Mirka Francia Idalmis Gato Lilia Izquierdo Mireya Luis Raisa O'Farrill Yumilka Ruiz Regla Torres Herrera       | Chine Cui Yong-Mei He Qi Lai Yawen Li Yan Liu Xiaoning Pan Wenli Sun Yue Wang Lina Wang Yi Wang Ziling Wu Yongmei Zhu Yunying                                                          | Brésil Ana Ida Alvares Leila Barros Filo Bodziak Hilma Caldeira Ana Connelly Virna Dias Márcia Fu Ana Moser Ana Sanglard Hélia Souza Sandra Suruagy Fernanda Venturini                   |

## Water-polo
| Épreuves         | Or | Argent | Bronze |
| ---------------- | --- | --- | --- |
| Tournoi masculin | Espagne Josep María Abarca Ángel Andreo Daniel Ballart Pedro García Aguado Salvador Gómez Manuel Estiarte Iván Moro Miki Oca Jorge Payá Sergi Pedrerol Jesús Rollán Carles Sans Jordi Sans | Croatie Maro Balić Perica Bukić Damir Glavan Igor Hinić Vjekoslav Kobešćak Joško Kreković Ognjen Kržić Dubravko Šimenc Siniša Školneković Ratko Štritof Renato Vrbičić Tino Vegar Zdeslav Vrdoljak | Italie Alberto Angelini Francesco Attolico Fabio Bencivenga Alessandro Bovo Alessandro Calcaterra Roberto Calcaterra Marco Gerini Alberto Ghibellini Lico Guistolisi Amedeo Pomilio Francesco Postiglione Carlo Silipo Leonardo Sottani |

## Athlètes les plus médaillés
| Athlète               | Pays        | Sport                  | Médaille d'or, Jeux olympiques | Médaille d'argent, Jeux olympiques | Médaille de bronze, Jeux olympiques | Total |
| Amy Van Dyken         | États-Unis  | Natation               | 4                              | 0                                  | 0                                   | 4     |
| Michelle Smith        | Irlande     | Natation               | 3                              | 0                                  | 1                                   | 4     |
| Josh Davis            | États-Unis  | Natation               | 3                              | 0                                  | 0                                   | 3     |
| Jenny Thompson        | États-Unis  | Natation               | 3                              | 0                                  | 0                                   | 3     |
| Gary Hall Jr.         | États-Unis  | Natation               | 2                              | 2                                  | 0                                   | 4     |
| Aleksandr Popov       | Russie      | Natation               | 2                              | 2                                  | 0                                   | 4     |
| Aleksey Nemov         | Russie      | Gymnastique artistique | 2                              | 1                                  | 3                                   | 6     |
| Denis Pankratov       | Russie      | Natation               | 2                              | 1                                  | 0                                   | 3     |
| Lilia Podkopayeva     | Ukraine     | Gymnastique artistique | 2                              | 1                                  | 0                                   | 3     |
| Angel Martino         | États-Unis  | Natation               | 2                              | 0                                  | 2                                   | 4     |
| Simona Amânar         | Roumanie    | Gymnastique artistique | 1                              | 1                                  | 2                                   | 4     |
| Amanda Beard          | États-Unis  | Natation               | 1                              | 2                                  | 0                                   | 3     |
| Whitney Hedgepeth     | États-Unis  | Natation               | 1                              | 2                                  | 0                                   | 3     |
| Li Xiaoshuang         | Chine       | Gymnastique artistique | 1                              | 2                                  | 0                                   | 3     |
| Le Jingyi             | Chine       | Natation               | 1                              | 2                                  | 0                                   | 3     |
| Susie O'Neill         | Australie   | Natation               | 1                              | 2                                  | 0                                   | 3     |
| Franziska van Almsick | Allemagne   | Natation               | 1                              | 0                                  | 2                                   | 3     |
| Dagmar Hase           | Allemagne   | Natation               | 0                              | 3                                  | 1                                   | 4     |
| Merlene Ottey         | Jamaïque    | Athlétisme             | 0                              | 2                                  | 1                                   | 3     |
| Gina Gogean           | Roumanie    | Gymnastique artistique | 0                              | 1                                  | 3                                   | 4     |
| Daniel Kowalski       | Autriche    | Natation               | 0                              | 1                                  | 2                                   | 3     |
| Sandra Völker         | Allemagne   | Natation               | 0                              | 1                                  | 2                                   | 3     |
| Vitaly Scherbo        | Biélorussie | Gymnastique artistique | 0                              | 0                                  | 4                                   | 4     |